# Håvran, Gästrikland
Håvran är en sjö i Hedemora kommun och Hofors kommun i Gästrikland och ingår i Gavleåns huvudavrinningsområde. Sjön har en area på 0,114 kvadratkilometer och ligger 174 meter över havet. Sjön avvattnas av vattendraget Ängesån.

## Delavrinningsområde
Håvran ingår i det delavrinningsområde (671932-151884) som SMHI kallar för Utloppet av Håvran. Medelhöjden är 175 meter över havet och ytan är 0,32 kvadratkilometer. Räknas de 10 avrinningsområdena uppströms in blir den ackumulerade arean 42,92 kvadratkilometer. Ängesån som avvattnar avrinningsområdet har biflödesordning 3, vilket innebär att vattnet flödar genom totalt 3 vattendrag innan det når havet efter 92 kilometer. Avrinningsområdet består mestadels av skog (30 procent) och sankmarker (33 procent). Avrinningsområdet har 0,12 kvadratkilometer vattenytor vilket ger det en sjöprocent på 36,5 procent.